# Ronald Raldes
Ronald Raldes Balcázar (Santa Cruz de la Sierra, 1981. április 20. –) bolíviai labdarúgó, az Oriente Petrolero hátvédje.